# キャンベルタウン野鳥の森
キャンベルタウン野鳥の森（キャンベルタウンやちょうのもり）は、埼玉県越谷市にある動物園である。 

## 概要
1995年に、オーストラリアのキャンベルタウン市との姉妹都市交流10周年を記念して開設された。オーストラリアの「自然」を親しむことができる。
総面積は1.3 haにおよび、ワラビー、エミュー、ワライカワセミなど28種386点（2014年7月1日時点）の動物たちが飼育されている。
また、約3000 m2のバードケージがあり、オーストラリアイシチドリ、オカメインコなどの鳥類が自由に飛び回る様子を見ることができる。クルマサカオウム、モモイロインコ、キバタン、アカビタイムジオウムなどのオウム類の繁殖に成功している。
埼玉県の鳥で越谷市の鳥でもあるシラコバトも見られる。首の後ろに黒い線があるのが特徴。

## 施設の紹介

### バードゲージ
バードゲージの中は鳥が放し飼いになっている。但し、一部の鳥は円形・四角形の観察檻の中に隔離されている。
中央に観察棟があり、池や滝を配し、周囲を樹木が取り囲んでいる。

### ワラビー舎
入り口・出口付近ではワラビーやエミューを観察できる。

### 駐車場
- 注意事項
  - 鳥類や動物に食べ物を与えることを禁ず。
  - 園内での飲食、喫煙等は禁ず。

施設の紹介
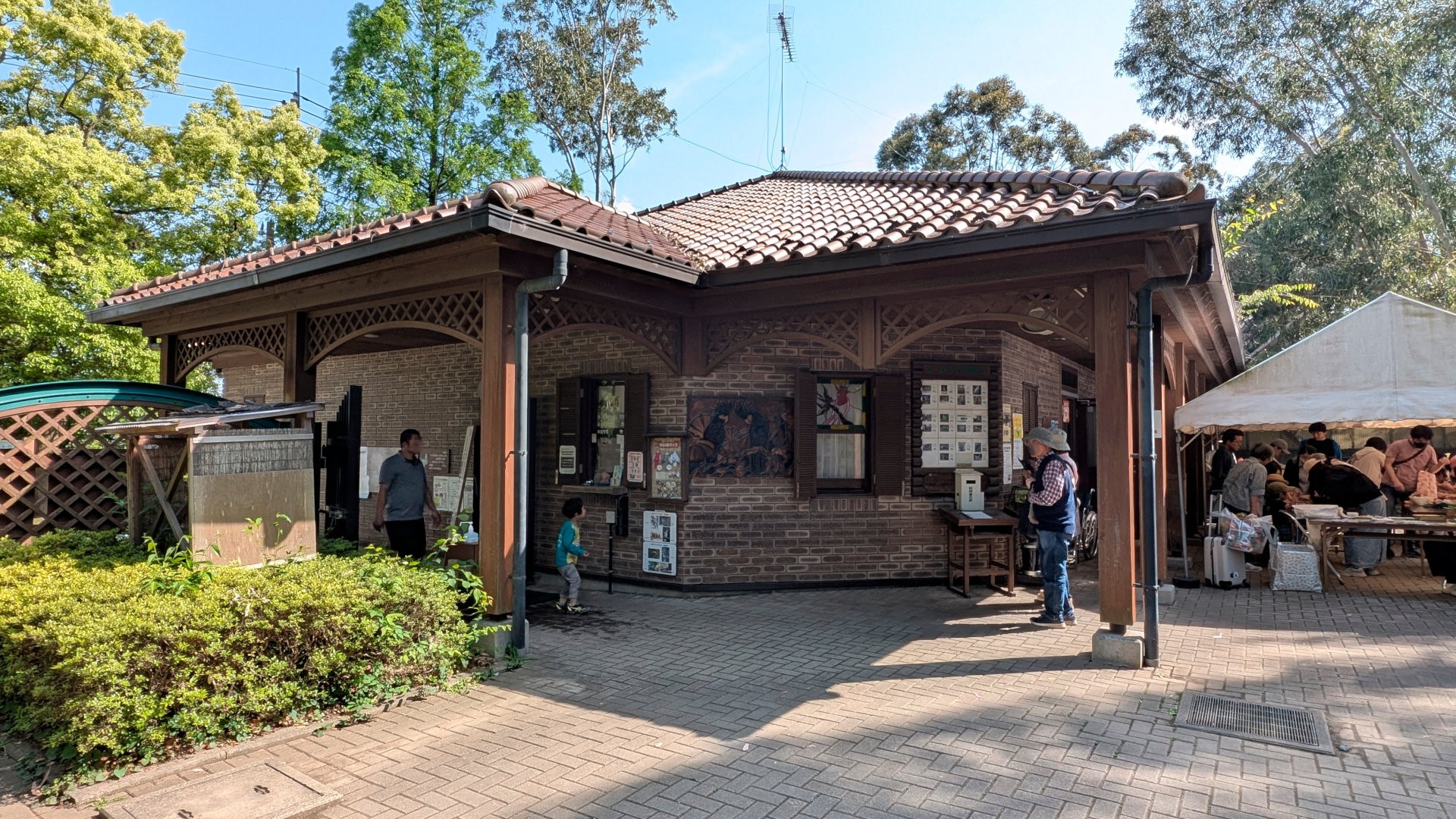
管理事務所
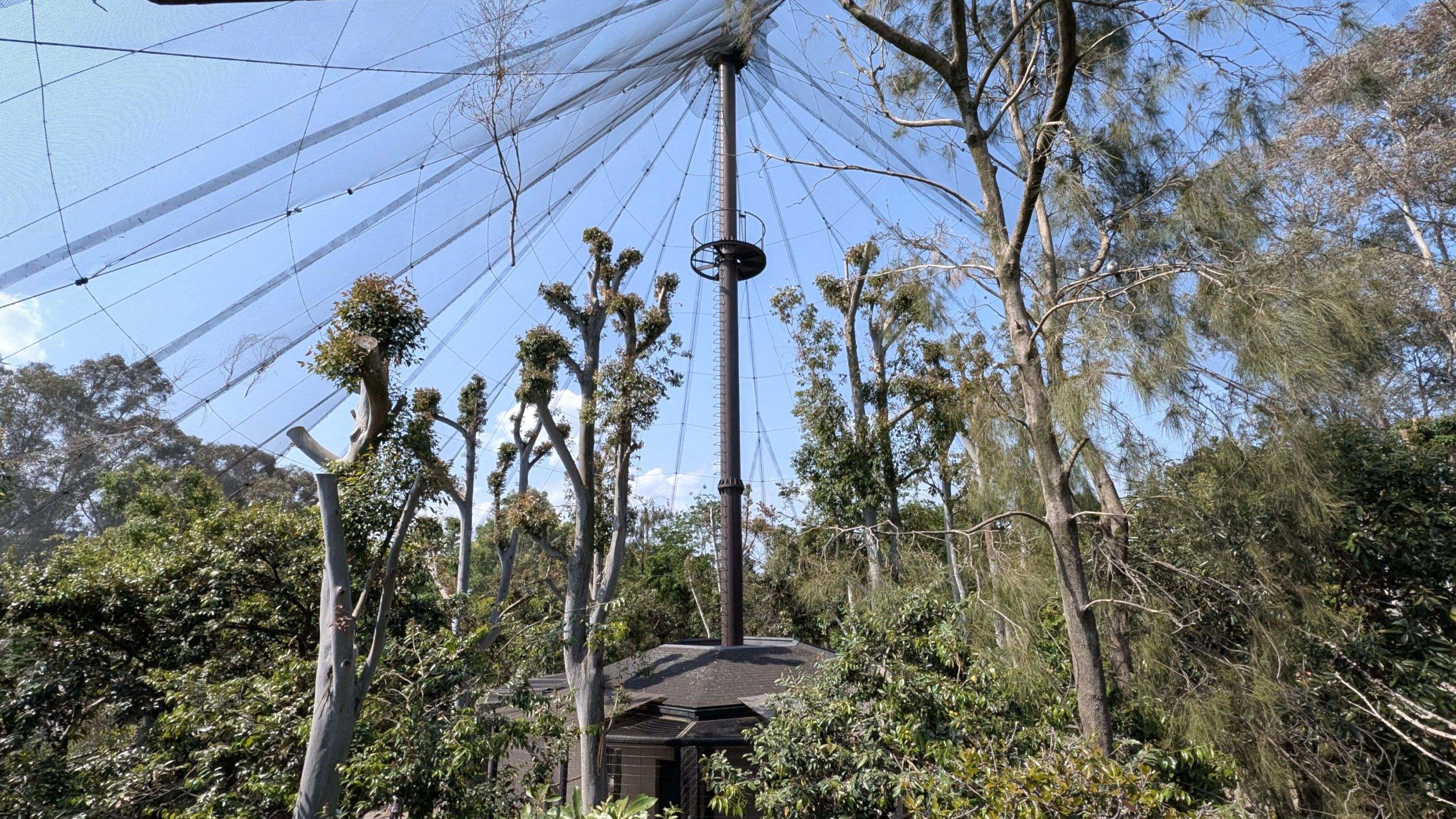
バードゲージの支柱
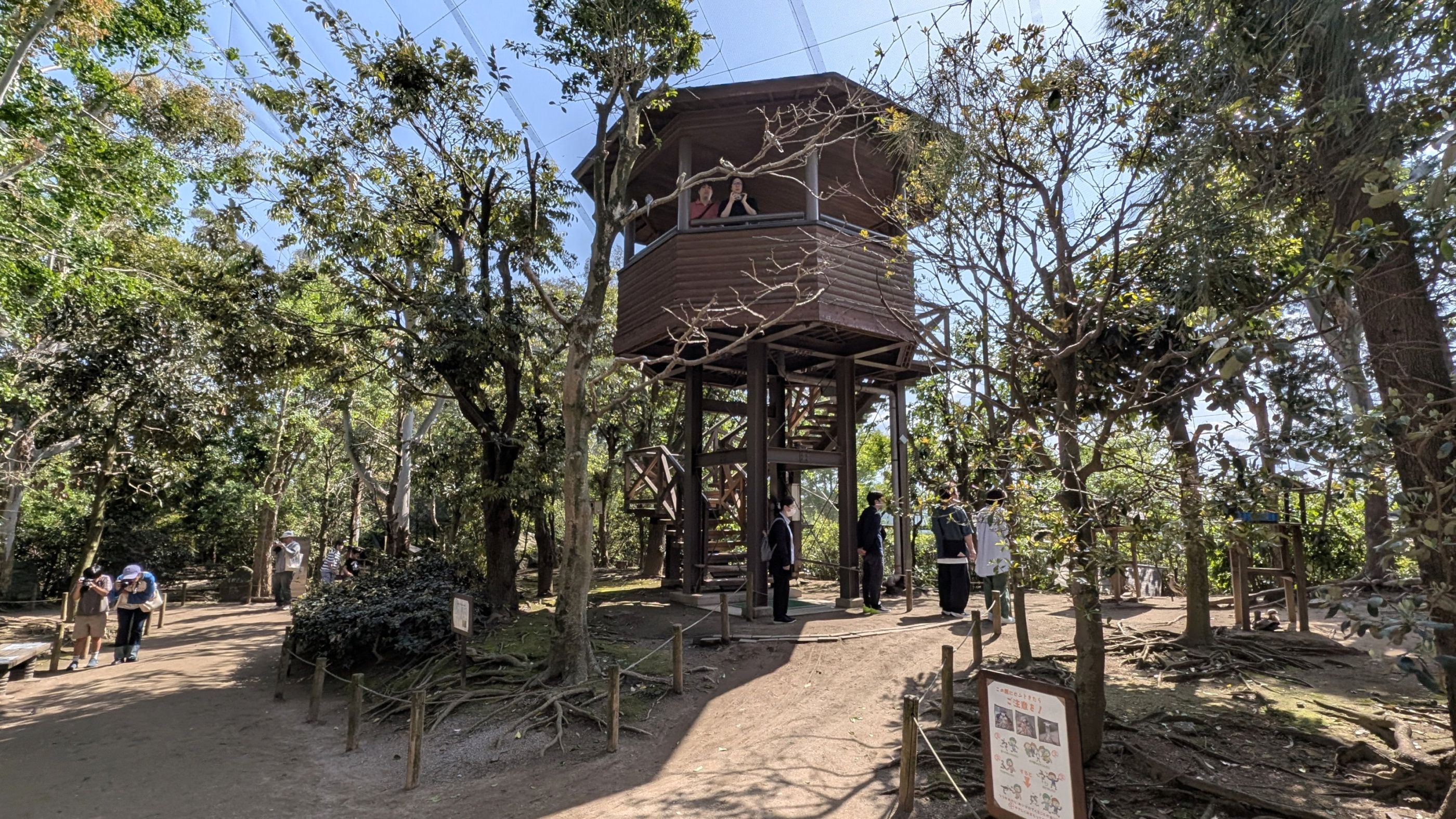
観察棟(バードウォッチング用)
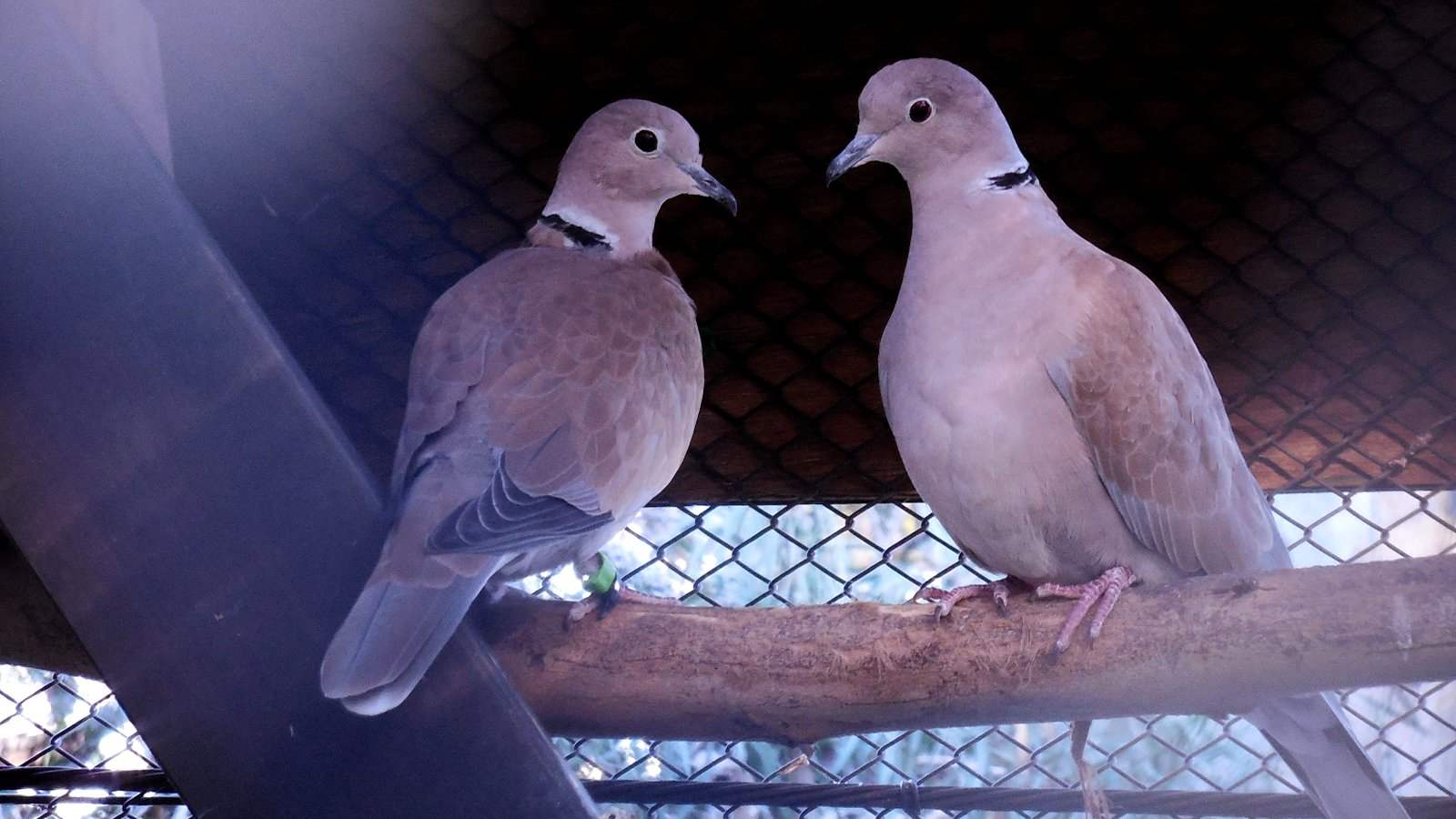
市の鳥しらこばと
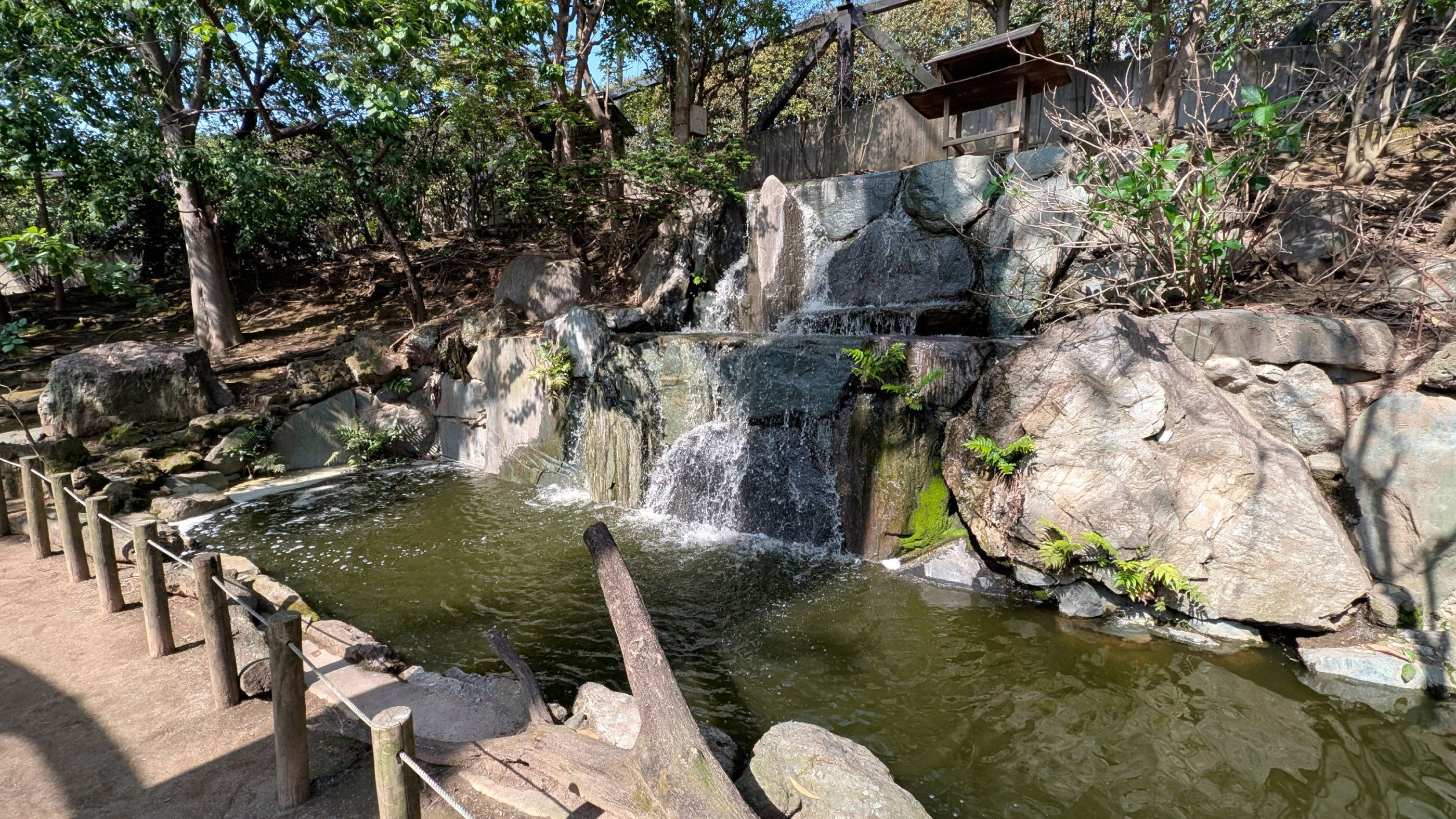
滝と岩の水景
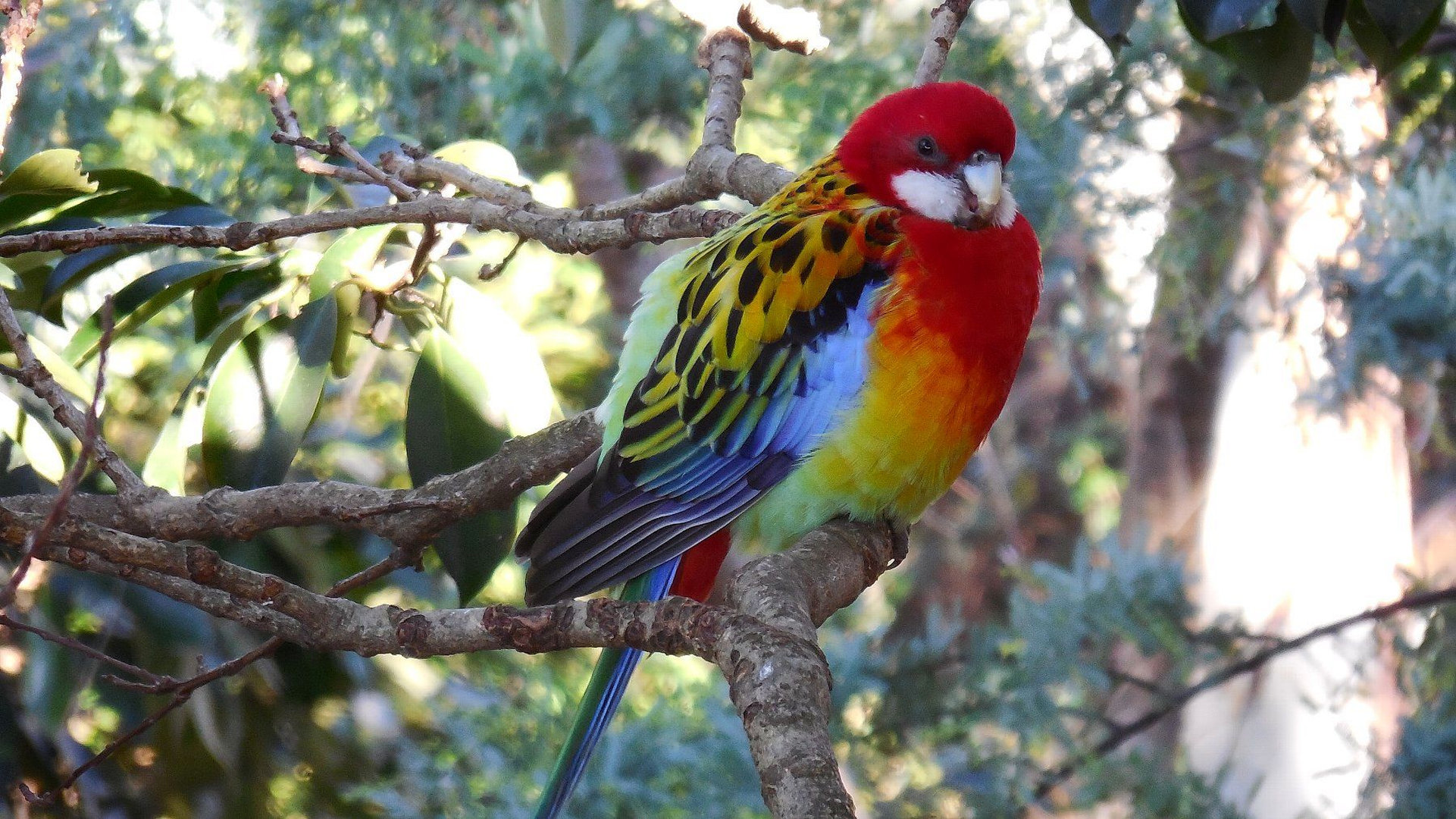
ナナクサインコ
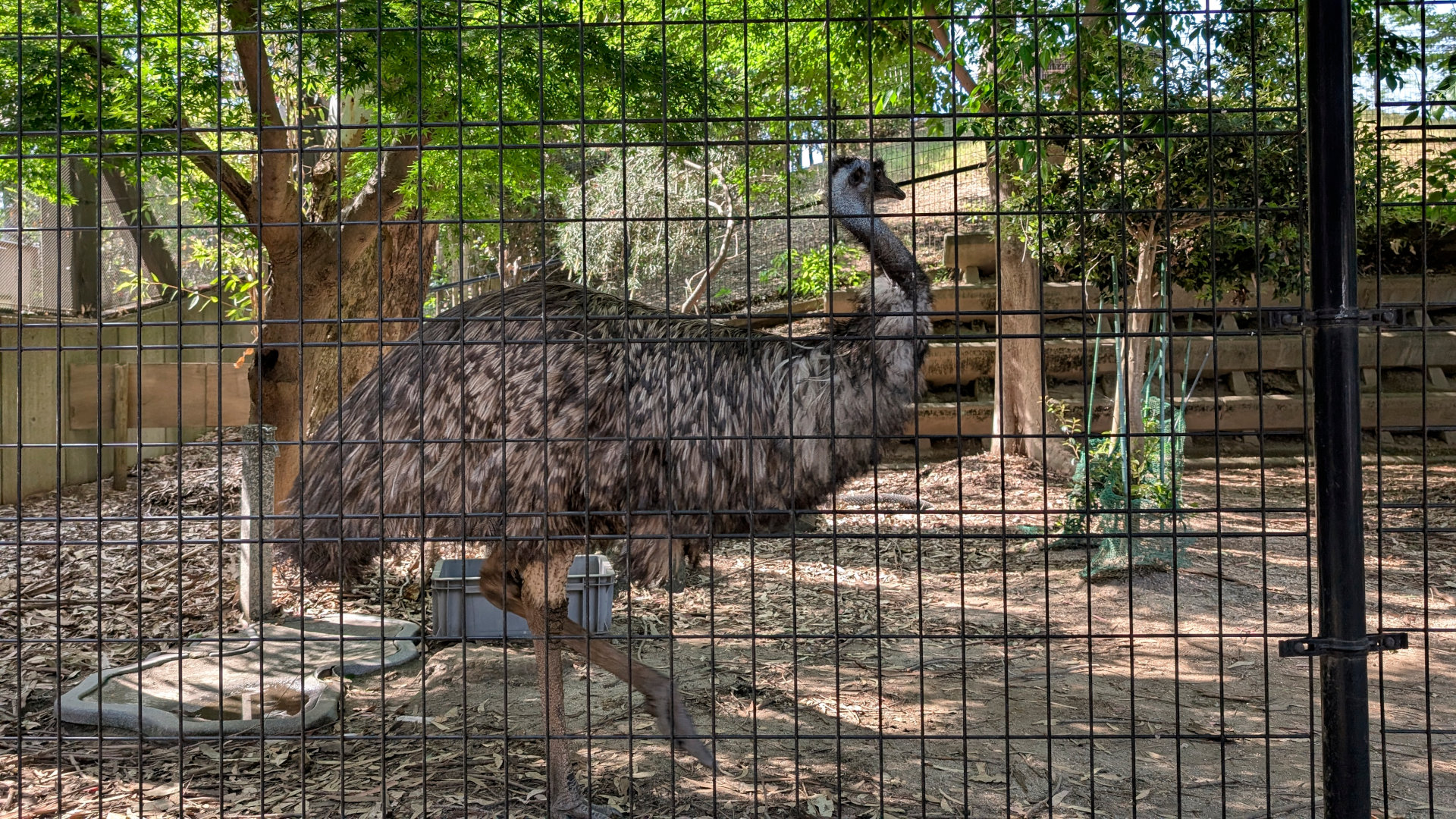
エミュー(オーストラリアの国鳥)
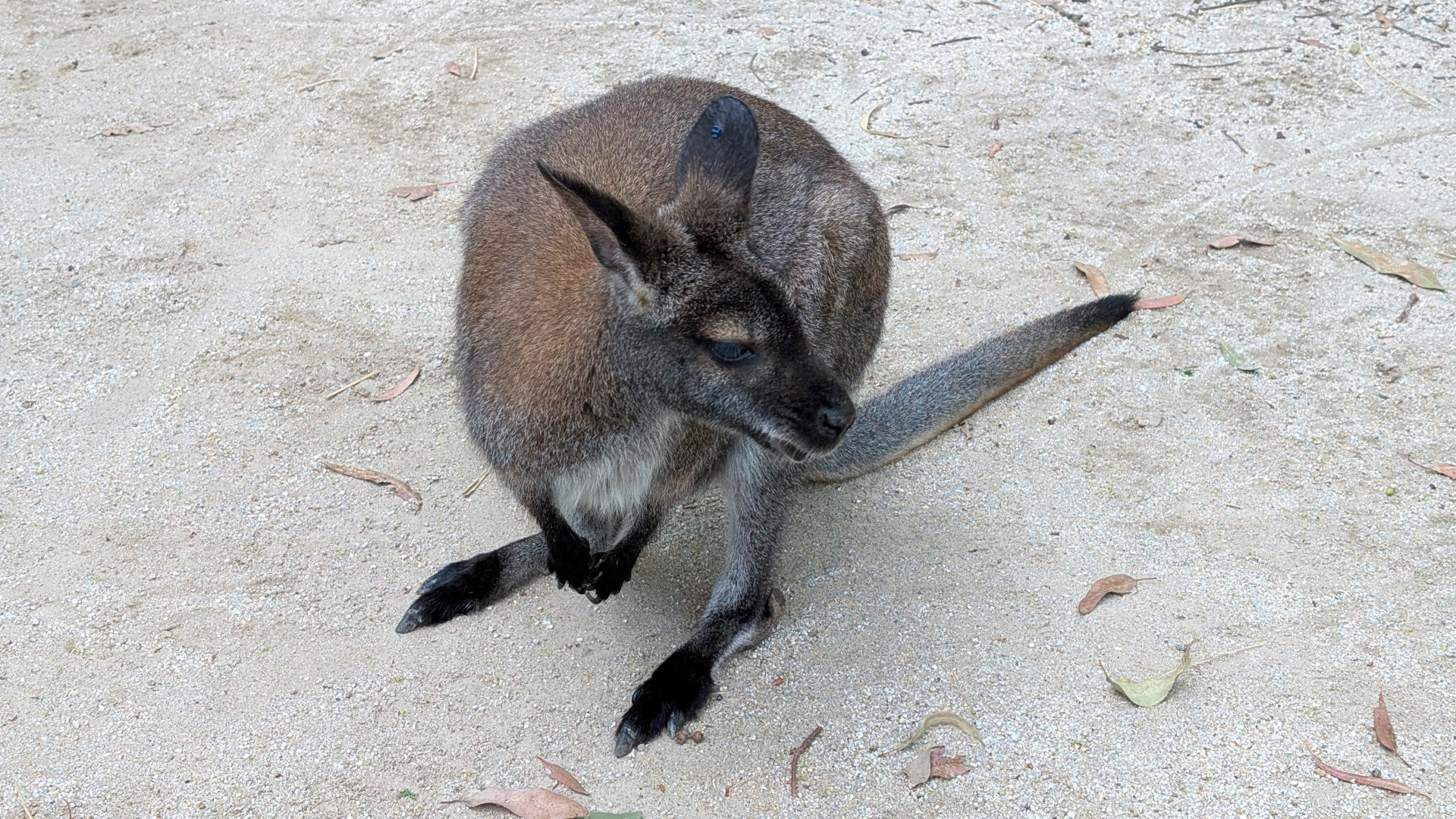
ベネットアカクビワラビー

## 学生たちによるイベント

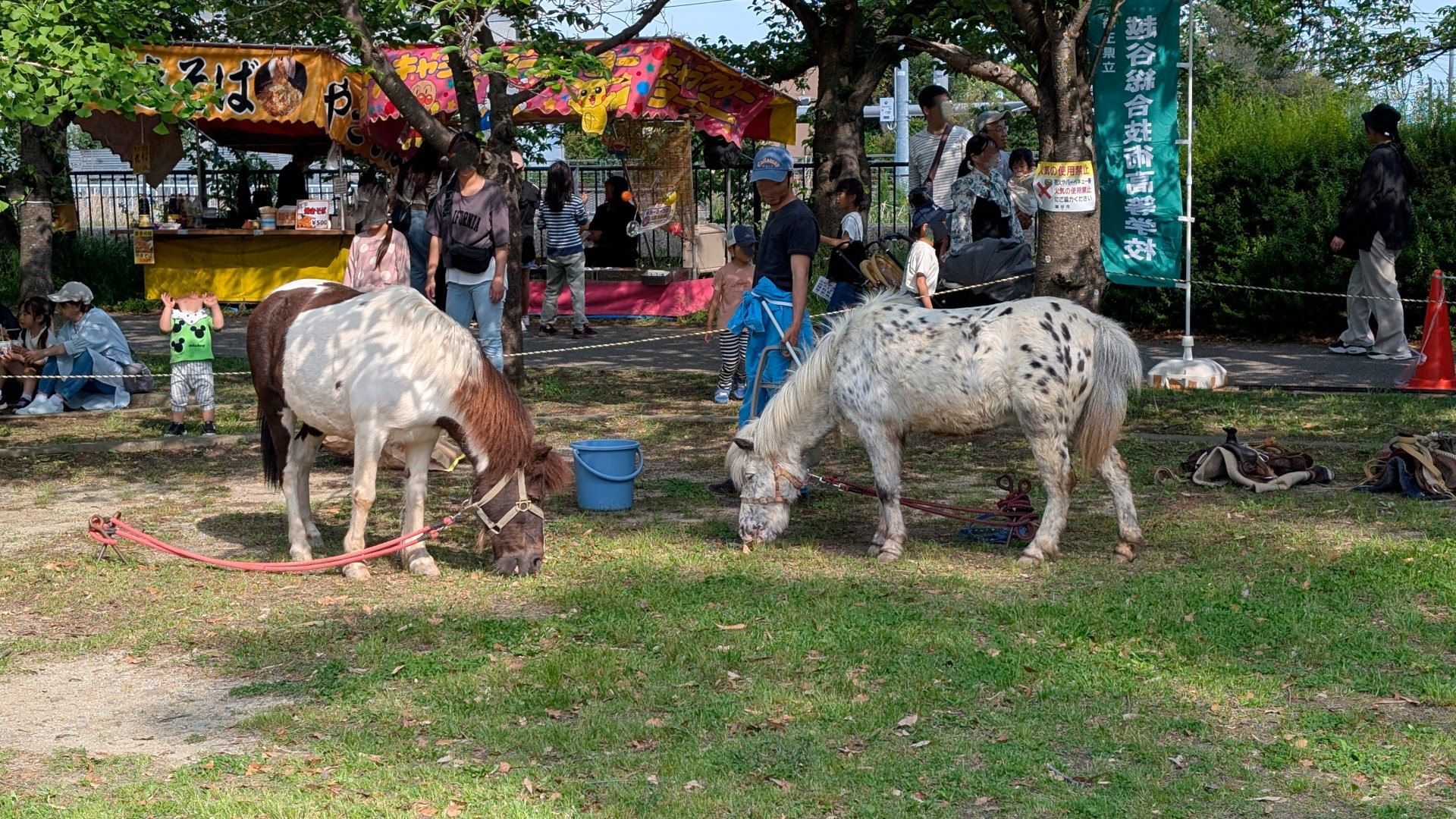
こどもの日のイベント

5月5日(こどもの日)にキャンベルタウン野鳥の森にて、こどもの日のイベントとして、移動動物園が埼玉動物海洋専門学校により開催され、多くの来園者で賑わいを見せる。
また、同じく埼玉県立越谷総合技術高等学校の電子機械科がミニ新幹線を出展した。子供の日の無料開放日にあわせて毎年開催されているもので、2025年は30周年に当たる。

## 入園料・アクセス
- 開園時間	午前９時～午後４時（入園は午後３時３０分まで）
- 休園日　　月曜日（月曜日が国民の祝日や振替休日の場合はその翌日が休園日）
- 年末年始（12月29日〜翌年1月3日）
- 入園料	大人（高校生以上）　100円
- 小人（小・中学生）　30円
- 未就学児　（保護者同伴）無料

### 公共交通機関の利用
- 東武スカイツリーライン　北越谷駅東口よりバスで約10分。

## 周辺
- 大吉調節池
- 松伏溜井（大落古利根川）
- 新方川
- 逆川
- 越谷市立新栄中学校